# Johann Baptist von Mittrowsky

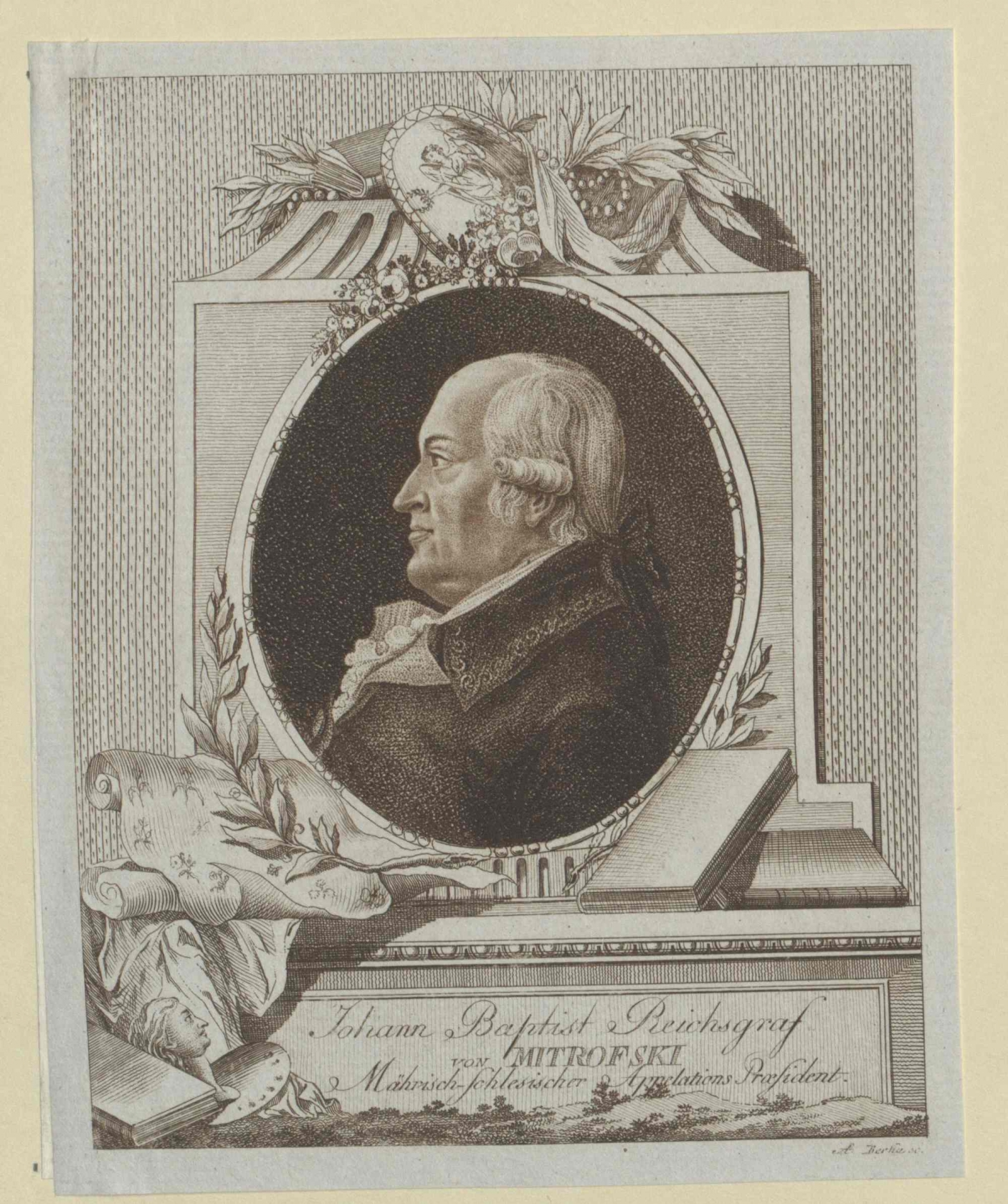
Johann Baptist von Mittrowsky

Johann Baptist Balthasar Graf Mittrowsky zu Nemischl (tschechisch Jan Křtitel Baltazar hrabě Mitrovský z Nemyšle) (* 28. Januar 1736 in Wikstein, Mährisch-Schlesien; † 18. Januar 1811 in Brünn) war ein österreichischer Staatsmann und Jurist.

## Leben
Er war der Sohn des Freiherrn Ernst Mathias von Mittrowsky aus dessen zweiter Ehe mit Maria Theresia geb. Freiin von Lehotzky. Seine Erziehung erhielt er in der Ritterakademie in Wien, darauf begann er ein Studium der Rechtswissenschaften an der Universität Löwen. 1757 trat er in den Staatsdienst. 1765 wurde er Rat bei dem mährischen Gubernium. 1769 erhielt er die Würde eines Geheimen Rates sowie den Grafenstand. Seit 1776 fungierte er als Oberst-Landrichter, seit 1783 als Oberst-Landkämmerer Mährens. Kaisers Joseph II. ernannte ihn zum Vize-Präsidenten des Appellation- und Kriminal-Obergerichtes für Mähren und Schlesien. Zu seinem fünfzigjährigen Dienstjubiläum wurde ihm am 6. Januar 1808 das Großkreuz des Leopoldordens verliehen. Er starb 1811.

## Familie
Johann Baptist von Mittrowsky war in erster Ehe seit 1764 mit Josepha geb. Gräfin Pergen (* 16. September 1743; † 29. Januar 1796), Sternkreuzdame und in zweiter Ehe seit dem 10. Mai 1797 mit Maria Anna geb. Gräfin Ugarte, verwitwete Freiin Hauspersky von Fanal († 21. Februar 1798 in Brünn) verheiratet. Aus der ersten Ehe gingen zwei Söhne hervor:
1. Alois (* 1765; † 13. September 1824 in Wien), heiratete die Tochter von Joseph von Smitmer
2. Anton Friedrich (* 20. Mai 1770 in Brünn; † 1. September 1842 in Wien), heiratete Leopoldine von Klebelsberg